# Vladimír Koronthály
Vladimír Koronthály (* 20. května 1951 Bratislava) je český muzikolog a bývalý politik, v 90. letech 20. století poslanec České národní rady a Poslanecké sněmovny za Křesťanskodemokratickou stranu, později za KDU-ČSL, později místostarosta Prahy 1 a kancléř pražského arcibiskupství.

## Biografie
Profesně působil jako muzikolog a hudební režisér v oboru vážné hudby. Vystudoval SVŠ v Bratislavě, kde maturoval roku 1969. V letech 1969–1971 studoval Římskokatolickou cyrilometodějskou bohosloveckou fakultu v Bratislavě a v roce 1977 dokončil studium na Filozofické fakultě Univerzity Karlovy (obor hudební věda – dějepis). V letech 1977–1978 a 1979–1980 působil jako lektor církevního zpěvu na Cyrilometodějské bohoslovecké fakultě v Litoměřicích. V letech 1981–1992 byl hudebním režisérem v oddělení vážné hudby n.p. Supraphon.
Ve volbách v roce 1992 byl zvolen do České národní rady za Křesťanskodemokratickou stranu (KDS), respektive za volební koalici ODS-KDS (volební obvod Západočeský kraj). V parlamentu se zaměřoval na mediální problematiku. V červnu 1995 se o něm uvažovalo jako o možném řediteli České filharmonie.
Od vzniku samostatné České republiky v lednu 1993 byla ČNR transformována na Poslaneckou sněmovnu Parlamentu České republiky. Zde setrval do konce funkčního období parlamentu, tedy do voleb v roce 1996. Byl členem výboru pro vědu, vzdělání, kulturu, mládež a tělovýchovu a jeho místopředsedou. Zasedal v poslaneckém klubu KDS, ale nesouhlasil s příklonem KDS k ODS. V květnu 1995 přešel do odštěpeneckého klubu KDS I a v září 1995 ukončil členství v KDS a stal se členem poslaneckého klubu KDU-ČSL.
V sněmovních volbách roku 1996 neúspěšně kandidoval za KDU-ČSL. Pak se stal náměstkem ministra kultury. Ve funkci se udržel i po nástupu vlády Josefa Tošovského. Ve volbách v roce 1998 se opět bez úspěchu pokoušel o kandidaturu do sněmovny za KDU-ČSL. Z postu náměstka odešel krátce po nástupu vlády Miloše Zemana a nového ministra Pavla Dostála. Ten v roce 1998 ostře kritizoval působení lidovců v rezortu kultury včetně Koronthályho.
Následně se angažoval zejména v komunální politice. Již v komunálních volbách v roce 1994 byl zvolen do zastupitelstva městské části Praha 1 za KDS. Mandát obhájil v komunálních volbách v roce 1998, nyní za KDU-ČSL. Na přelomu století se uvádí jako místostarosta Prahy 1. Na funkci místostarosty rezignoval z osobních důvodů v červenci 2000.
V letech 2005-2011[zdroj?] působil i jako concert manager v sdružení Psalterium, s.r.o. V letech 2000–2003[zdroj?] byl kancléřem pražského arcibiskupství, kde poté až do r. 2020 působil jako vicekancléř. V současnosti je zaměstnán u Královské kolegiátní kapituly sv. Petra a Pavla na Vyšehradě v Praze.